# Vega de Tera
Vega de Tera è un comune spagnolo di 413 abitanti situato nella comunità autonoma di Castiglia e León.
Il municipio, oltre al capoluogo, comprende i centri abitati di Calzada de Tera, Junquera de Tera e Milla de Tera.